# Kim Chiu
Kim Chiu, née le 19 avril 1990, est une actrice, chanteuse et mannequin philippine.

## Biographie
Kim Chiu est la quatrième des cinq enfants de William Chiu, un homme d'affaires chinois businessman originaire de Mindoro et de Louella (née Yap; 1959–2013), une Philippine originaire de Sangley qui a émigré des Îles Dinagat vers Surigao del Sur, Philippines. Elle parle couramment le cebuano, le tagalog, l'anglais ainsi que le  waray, l'hokkien et le mandarin au niveau débutant.
Depuis la séparation de ses parents en 1998, Kim a des relations difficiles avec ses deux parents. Ses frères et sœurs et elle sont alors élevés par leur grand-mère paternelle. Enfants, ils déménagent très souvent dans les villes de Tacloban, Cebu, Cagayan de Oro, General Santos, Mindoro et de nouveau à Cebu de la région de Visayas jusqu'à 2006,.
En 2013, elle se réconcilie avec son père après cinq ans de guerre familiale et rend visite à sa belle-mère et ses demi-frères à San Jose, Occidental Mindoro. Un mois plus tard en juin, sa mère biologique, Louella, tombe dans le coma. Après une semaine d'hospitalisation, Louella meurt le 23 juin 2013 d'un anévrisme intracrânien,,.
Dans un éloge dédié à sa mère, elle dément les rumeurs d'animosité envers un abandon d'enfants de la part de sa mère et déclare : « Un ange guide mes décisions dans la vie. Pour moi, c'est finalement ma maman »,

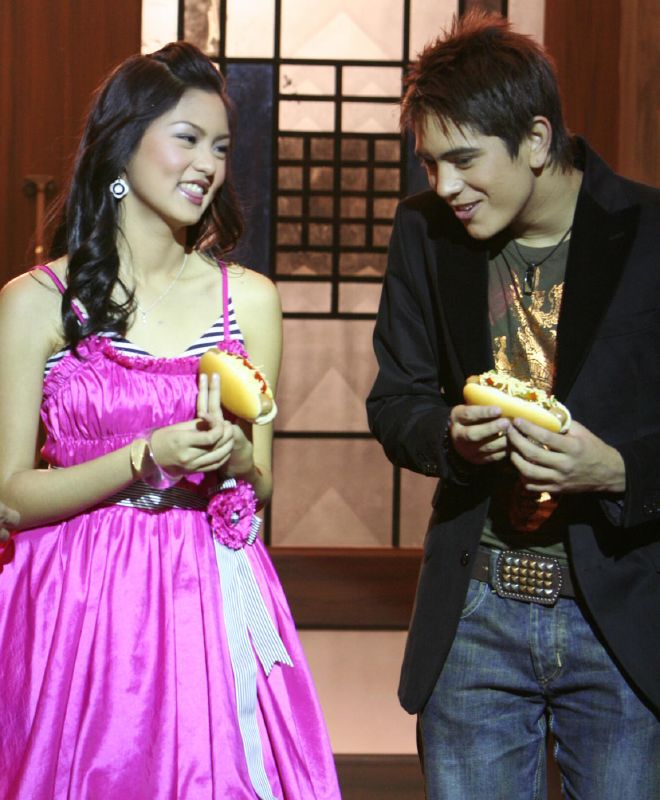
Chiu et Gerald Anderson en 2006 dans une publicité Jollibee.

Chiu fréquente l'acteur Gérald Anderson de 2006 à 2010.

## Carrière

### 2006–2008: les débuts

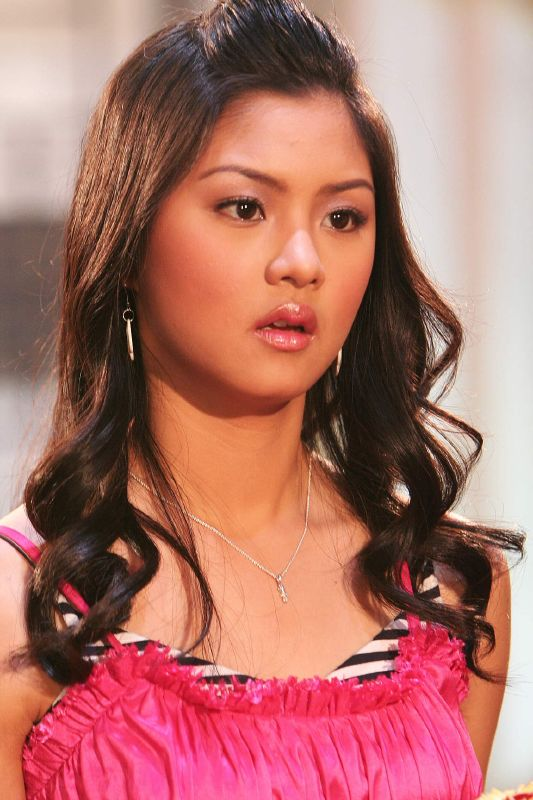
Chiu in 2006.

Kim Chiu se fait connaître en gagnant l'émission de téléréalité Pinoy Big Brother: Teen Edition. Pour cette émission, Chiu quitte sa ville natale de Cebu City et se rend à Manille. Le 23 avril 2006, elle intègre ainsi que le reste des candidats, la mainson de Big Brother. Après 42 jours passés en ce lieu, elle est élue gagnante avec 626 562 votes (41,4 % du total des votes) au « Aliw Theatre » à l'intérieur du Centre cultural des Philippines situé dans la ville Pasay. Elle est la seule à n'avoir jamais été nommée pour élimination du jeu.
Après cette victoire, Chiu participe à Star Magic.
Son partenaire à l'écran Gerald Anderson et elles apparaissent régulièrement dans ASAP XV et dans d'autres émissions d'ABS-CBN Love Spell, dans la série Aalog-Alog et dans le film First Day High.
En 2007, Chiu est vedette dans la série Sana Maulit Muli aux côtés de Gerald Anderson. Cette année-là elle gagne le 38e Guillermo Mendoza Box Office Awards dans les catégories Meilleur espoir féminin et Meilleure nouvelle personnalité féminine TV (pour Sana Maulit Muli) au 21e PMPC Star Awards. Sana Maulit Muli est diffusé plus tard à Taiwan sur le réseau PTS, sous le titre de Chances.
Puis Chiu lance son premier album Gwa Ai Di (I Love You) sous le label Star Records. Il contient le single Crazy Love. Il devient disque d'or.

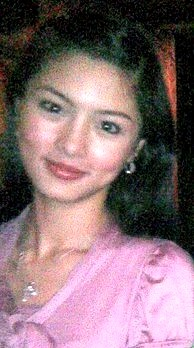
Chiu en 2008.

Elle tourne ensuite dans le film I've Fallen For You de Star Cinema et apparaît dans de nombreuses publicités. En 2008, Chiu intègre l'adaptation philippine de la série sud-coréenne My Girl.

### À partir de 2008: la confirmation
Kim Chiu confirma son statut actrice qui compte dans la série télévisée très acclamée intitulée Tayong Dalawa en 2009. Elle a remporté plusieurs prix pour son interprétation d'Audrey, une femme qui est aimée par deux militaires.
Elle apparait dans le film I Love You, Goodbye qui a été projeté au Festival du film de Metro Manila en 2009. C'était le premier rôle de Chiu en tant que méchante et son premier film à atteindre la barre des 100 millions de pesos, avec plusieurs nominations reçues.
En 2012, elle a joué dans un film d'horreur intitulé The Healing avec la star du cinema philippin Vilma Santos. Puis en 2015, elle est apparue aux côtés de Kris Aquino comme l'une des cinq maîtresses du film de Etiquette for Mistresses.
En novembre 2017, elle tient le premier rôle du le film d'horreur The Ghost Bride.

## Filmographie

### Cinéma
- 2006 : First Day High : Indira De la Concepción, dite Indi
- 2007 : I've Fallen For You : Alex Tamayo Reyes
- 2008 : Shake Rattle & Roll X : Joy
- 2009 : I Love You, Goodbye
- 2010 : Paano na Kaya
- 2010 : Till My Heartaches End
- 2012 : The Healing
- 2012 : 24/7 In Love
- 2013 :  Bakit Hindi Ka Crush Ng Crush Mo?
- 2014 :  Bride for Rent
- 2014 : Past Tense
- 2015 : Must Date The Playboy
- 2015 : Etiquette for Mistresses
- 2015 : All You Need Is Pag-Ibig
- 2017 : The Ghost Bride
- 2018 : Da One That Ghost Away
- 2018 : One Great Love

### Télévision
- 2006 : Pinoy Big Brother: Teen Edition : elle-même
- 2006 : ASAP : présentatrice
- 2006 : Love Spell: "My Boy, My Girl" : Stephanie / Stephen
- 2006 : Aalog-Alog : Kim Chan Sukimura
- 2006 : Love Spell: "Charm and Crystal" : Crystal
- 2006 : Your Song: Bitin Sa Iyo
- 2006 : Your Song: Alive : Abby
- 2006 : Love Spell: "Pasko Na, Santa Ko" : Abby
- 2006 : Star Magic: "Ang Lovey Kong All Around" : Baby Girl
- 2007 : Maalaala Mo Kaya: Bus : Kate
- 2007 : Sana Maulit Muli : Jasmine "Poknat" Sta. Maria
- 2007 : Gokada Go! : Melody Go
- 2007 : Your Song: Ngiti : San San
- 2007 : Your Song: Someday : Jodie
- 2007 : Love Spell: "Cindy-rella" :  Cindy
- 2008 : Sineserye Presents : Eliza
- 2008 : My Girl : Jasmine Estocapio
- 2008 : Maalaala Mo Kaya: Notebook : Sarah Flores / Aming
- 2008 : Your Song Presents: My Only Hope : April Padilla / Miss Sunshine
- 2009 : Tayong Dalawa : Audrey
- 2009 : Bagets
- 2009 : Isinakdal Ko Ang Aking Ina
- 2009 : Nagai-Aida
- 2010 : Kung Tayo'y Magkakalayo : Gwen Crisanto
- 2011-2012 : My Binondo Girl : Jadelyn Dimaguiba-Wu / Yuan Sy, dite  Jade
- 2012-2013 : La Fille de ma mère (Ina, Kapatid, Anak) : Celyn Marasigan / Celyn Buenaventura, dite Céline
- 2014 : Ikaw Lamang : Isabelle Miravelez-Hidalgo
- 2016 : The Story of Us
- 2016 : The Voice Kids
- 2016 : Maalaala Mo Kaya: Korona
- 2017 : Maalaala Mo Kaya: Sulat
- 2017-2018 : Ikaw Lang Ang Iibigin
- 2018 : Maalaala Mo Kaya: Mata
- 2018 : Star Hunt: The Grand Audition Show
- 2018-2019 : Pinoy Big Brother Otso
- 2019 : Maalaala Mo Kaya: MVP
- 2020 : Love Thy Woman

## Discographie
| Album | Album            | Album        | Album         | Album  |
| Année | Titre            | Label        | Certification | Ref.   |
| ----- | ---------------- | ------------ | ------------- | ------ |
| 2007  | Gwa Ai Di        | Star Records | Gold          | [ 22 ] |
| 2015  | Chinita Princess | Star Records | Platinum      | [ 23 ] |

| Musique de film | Musique de film                  | Musique de film | Musique de film                  |
| Année           | Titre                            | Label           | Série/Film                       |
| --------------- | -------------------------------- | --------------- | -------------------------------- |
| 2006            | First Day High Soundtrack        | Star Records    | First Day High                   |
| 2007            | Sana Maulit Muli Soundtrack      | Star Records    | Sana Maulit Muli                 |
| 2007            | I've Fallen For You Soundtrack   | Star Records    | I've Fallen for You              |
| 2008            | My Girl Soundtrack               | Star Records    | My Girl                          |
| 2008            | Your Song Presents: My Only Hope | Star Records    | Your Song Presents: My Only Hope |